# دمیترو شینکارنکو
دمیترو شینکارنکو (اوکراینی: Дмитро Олександрович Шинкаренко؛ زادهٔ ۲۶ ژانویهٔ ۲۰۰۰) بازیکن فوتبال است.